# Гавриловська
Гаври́ловська (рос. Гавриловская) — присілок у складі Тарногського району Вологодської області, Росія. Входить до складу Спаського сільського поселення.

## Населення
Населення — 19 осіб (2010; 24 у 2002).
Національний склад (станом на 2002 рік):
- росіяни — 96 %